# Aleksander Podlesiecki
Aleksander Podlesiecki (ur. 3 maja 1683 na Rusi Czerwonej, zm. 8 czerwca 1762 w Jarosławiu) – polski filozof, jezuita.

## Życiorys
Wstąpił do zakonu jezuitów (1698) i odbył nowicjat w Krakowie. Studiował filozofię w kolegium jezuitów w Kaliszu (1701-1704) i teologię w kolegium jezuitów w Poznaniu (1707-1711) . 
Pracował jako nauczyciel w szkołach jezuickich: filozofii dla studentów świeckich w kolegium jezuitów w Sandomierzu (1713-1715), dla kleryków jezuickich w kolegium jezuitów w Kaliszu (1715-1718), teologię w kolegiach jezuickich w Toruniu (1718-1719), Ostrogu (1719-1720), Lwowie (1720-1722, 1725-1727), Starych Szkotach (1725-1727) i Krakowie (1727-1730), prawa kanonicznego w kolegium jezuitów w Sandomierzu (1730-1733). W tej ostatniej szkole pełnił również funkcję prefekta studiów. W 1735 został rektorem kolegium jezuitów w Łucku. Po roku, z nieznanych powodów został zwolniony z tej funkcji i przydzielony do zależnej od kolegium misji w Markowiczach. W latach 1736–1744 pracował był prefektem studiów w Sandomierzu, Krakowie i Lublinie, a następnie jako duszpasterz .

## Dzieła filozoficzne
Filozofia Podlesieckiego mieści się w nurcie arystotelizmu chrześcijańskiego, w którym myśl Arystotelesa jest uzupełniana i interpretowana w duchu filozofów chrześcijańskich. Podlesiecki dość rzadko przywołuje myślicieli dawniejszych, jak Augustyn z Hippony i Tomasz z Akwinu, częściej natomiast myślicieli nowożytnych: Kajetana, Piotra Fonseci, Luisa de Moliny, Gabriela Vásqueza, Francisca de Oviedo, Juana de Lugo, Rodriga de Arriaga, Sebastiana Izquierdo, Augustina Eratha. Widać także wpływy szkoły suarezjańskiej. Wyjątkową cechą jego pisarstwa jest również powoływanie się na polskich autorów jezuickich, w tym takich, których dorobek zaginął .

## Dzieła
- (1715-1716) Philosophia scholasticis disputationibus explicata, w rękopisie, Kalisz,
- (1731) Compendium philosophiae Aristolicae, Sandomierz,
- (1731) Connotata antonomastica, Sandomierz[2],
- (1743) Placita recentiorum in Provincia Polona Societatis Jesu philosophorum, Lublin.